# Girardota
Girardota est une municipalité située dans le département d'Antioquia, en Colombie. Elle tire son nom d'Atanasio Girardot, héros des guerres d'indépendance de la Colombie et du Venezuela.

## Monuments
- Cathédrale Notre-Dame-du-Rosaire